# Élections municipales de 2020 à Annecy
Pour un article plus général, voir Élections municipales de 2020 en Haute-Savoie.
Le premier tour des élections municipales françaises de 2020 à Annecy  a lieu le 15 mars 2020. Le second tour, initialement prévu le 22 mars, est reporté au 28 juin 2020 en raison de la pandémie de maladie à coronavirus.
Il s'agit de la première élection de la commune nouvelle d'Annecy, fusionnée avec Annecy-le-Vieux, Cran-Gevrier, Meythet, Pringy et Seynod. Elle est remportée par l'écologiste sans étiquette François Astorg de seulement 27 voix face au maire sortant Jean-Luc Rigaut de l'Union des démocrates et indépendants. Elle met fin à plus de soixante ans d'une direction de centre droit.

## Contexte
En 2014, la fusion entre Annecy, Annecy-le-Vieux, Cran-Gevrier, Meythet, Pringy et Seynod n'est pas effective. Depuis 2017, le conseil municipal de la commune nouvelle regroupe l'ensemble des conseils municipaux des anciennes communes. À partir des élections municipales de 2020, le nombre de conseillers municipaux de la commune nouvelle est réduit. Par conséquent le nombre de conseillers municipaux correspondant aux anciennes communes diminue.

## Candidats officiels

### Pour Annecy naturellement – Jean-Luc Rigaut
Le maire sortant, Jean-Luc Rigaut, se présente sous les couleurs de l'Union des démocrates et indépendants (UDI) pour un 4e mandat complet avec le soutien de LREM qui l'a préféré à la députée LREM Frédérique Lardet. Le 26 janvier 2020, il dévoile une partie de sa liste, qu'il a présenté au complet le lendemain. 55% sont issus de la société civile et 45% sont des professionnels de la politique (15% LR, 15% LREM, 15% UDI-MoDem-Agir) positionnés en meilleure place sur la liste. L'élu Philippe Chamosset, d'Agir - la droite constructive, en fait partie (numéro 11) après qu'il a souhaité s'associer depuis octobre. Le mardi 8 octobre 2019, la Commission nationale d'investiture du parti des Républicains désigne Bruno Basso, maire délégué d'Annecy-le-Vieux, comme chef de file pour mener des négociations. Petit-fils de l'ancien maire André Fumex, il était accompagné par Annabel André-Laurent, vice-présidente de la région Auvergne-Rhône-Alpes et tous les deux sont dans la liste (respectivement numéro 13 et 30).

### Lutte ouvrière – Faire entendre le camp des travailleurs – Naci Yildirim
Naci Yildirim, employé à SNR, mène la liste de Lutte ouvrière.

### Réveillons Annecy – François Astorg
La liste « Réveillons Annecy ! » regroupe des élus locaux de gauche (dont François Astorg - conseiller municipal et communautaire de l'opposition), des membres d'un collectif nommé "Les Habitants". François Astorg a été désigné tête de liste le 30 novembre 2019 par jugement majoritaire. Yannick Jadot (EELV) et le Parti socialiste  soutiennent la liste. Le 20 février 2020, la liste « Assemblée Annécienne - votez pour vous » retire sa candidature en apportant son soutien à Réveillons Annecy. La liste n'est en revanche pas soutenue par La France Insoumise.
Le 16 mars 2020 à la suite de son positionnement de seconde liste derrière celle du maire sortant avec un peu moins de 28% des suffrages, elle appelle à une convergence avec les deux autres listes pouvant se maintenir au second tour. Denis Duperthuy, avec un peu plus de 10% des voix, refuse. Réveillons Annecy fusionne alors avec Annecy Respire.

### Alternative pour Annecy – Vincent Lecaillon
Le secrétaire départemental du Rassemblement national et élu municipal de Saint-Jorioz, Vincent Lecaillon, est désigné tête de liste.

### Vivre ensemble à Annecy – Daniel Salem Chiad
Daniel Salem Chiad conduit une liste sans étiquette présentée moins d'un mois avant le 1re tour. Le ministère de l'Intérieur classe cette liste comme « divers ». Dans une vidéo datant du 23 juin 2020, Daniel Salem Chiad invite ses électeurs à voter pour la liste Réveillons Annecy.

### Annecy Respire – Frédérique Lardet
La députée de La République en marche Frédérique Lardet est officiellement candidate à l'élection municipale sous la bannière d'« Annecy Respire 2020 ». Elle se lance dans la course à la municipalité, sans l'investiture du parti qui lui a préféré le maire sortant Jean-Luc Rigaut.  En janvier 2020, Lardet quitte LREM, tout en restant dans le groupe parlementaire affilié au parti.
Alain Bexon, conseiller municipal sortant et ancienne tête de liste divers droite en 2014, personnalité politique dont le positionnement est proche du RN, figure sur la liste du premier tour, et vote pour la liste du maire sortant au second tour.
Pour le second tour, la liste s'intègre dans celle de Réveillons Annecy, et Frédérique Lardet brigue la présidence de l'agglomération.

### Les Annéciens – Denis Duperthuy
Une liste nommée « Les Annéciens » est menée par deux élus d'opposition à la majorité sortante Denis Duperthuy et Claire Lepan. Leur collectif organise en septembre 2019 une plateforme participative et une série de réunions publiques dans les communes déléguées pour aller à la rencontre des citoyens de la commune nouvelle. L'officialisation de la candidature a eu lieu le 29 novembre 2019 au Café de la place. 

## Candidats ayant abandonné

### Assemblée citoyenne - Votez pour vous
Une liste de citoyens apartisans « Assemblée citoyenne - Votez pour vous » issue du mouvement des Gilets Jaunes annonce quatre candidats à la tête de liste : Cloé Rollin, Adrien Calabrese, Béatrice Guillermin et Claude Duffour. Malgré ses passages aux deux débats organisés par l'Essor savoyard (Claude Duffour) et le Dauphiné libéré (Cloé Rollin), la liste renonce et annonce soutenir Réveillons Annecy ! le 20 février, sans intégrer de candidats dans leur liste déjà établie.

## Résultats
Pour le second tour de l'élection municipale les listes emmenées par François Astorg et Frédérique Lardet fusionnent. C'est finalement la liste de François Astorg qui l'emporte au second tour par une différence de 27 voix face à Jean-Luc Rigaut. 
|                                                          |                          |                          |              |              |             |             |        |        |  |
| Tête de liste                                            | Tête de liste            | Liste                    | Premier tour | Premier tour | Second tour | Second tour | Sièges | Sièges |  |
| Tête de liste                                            | Tête de liste            | Liste                    | Voix         | %            | Voix        | %           | CM     | CC     |  |
|                                                          | François Astorg          | ÉCO-EELV-PCF-PS          | 7 997        | 27,87        | 12 664      | 44,74       | 51     | 35     |  |
| Réveillons Annecy                                        |                          |                          | 7 997        | 27,87        | 12 664      | 44,74       | 51     | 35     |  |
|                                                          | Frédérique Lardet        | LREM diss.               | 6 169        | 21,50        | 12 664      | 44,74       | 51     | 35     |  |
| Annecy respire                                           |                          |                          | 6 169        | 21,50        | 12 664      | 44,74       | 51     | 35     |  |
|                                                          | Jean-Luc Rigaut          | UDI-LREM-LR-MoDem-Agir   | 8 147        | 28,39        | 12 637      | 44,64       | 15     | 10     |  |
| Pour Annecy naturellement                                |                          |                          | 8 147        | 28,39        | 12 637      | 44,64       | 15     | 10     |  |
|                                                          | Denis Duperthuy          | DVG                      | 2 883        | 10,04        | 3 004       | 10,61       | 3      | 2      |  |
| Les annéciens                                            |                          |                          | 2 883        | 10,04        | 3 004       | 10,61       | 3      | 2      |  |
|                                                          | Vincent Lécaillon        | RN                       | 2 510        | 8,74         |             |             | 0      | 0      |  |
| Alternative pour Annecy                                  |                          |                          | 2 510        | 8,74         |             |             | 0      | 0      |  |
|                                                          | Daniel Salem Chiad       | DIV                      | 594          | 2,07         | 0           | 0           |        |        |  |
| Vivre ensemble à Annecy                                  |                          |                          | 594          | 2,07         | 0           | 0           |        |        |  |
|                                                          | Naci Yildirim            | LO                       | 390          | 1,37         | 0           | 0           |        |        |  |
| Lutte ouvrière – Faire entendre le camp des travailleurs |                          |                          | 390          | 1,37         | 0           | 0           |        |        |  |
|                                                          |                          |                          |              |              |             |             |        |        |  |
| Votes exprimés                                           | Votes exprimés           | Votes exprimés           | 28 690       | 97,61        | 28 305      | 97,46       |        |        |  |
| Votes blancs                                             | Votes blancs             | Votes blancs             | 308          | 0,38         | 446         | 1,54        |        |        |  |
| Votes nuls                                               | Votes nuls               | Votes nuls               | 394          | 0,48         | 292         | 1,01        |        |        |  |
| Total                                                    | Total                    | Total                    | 29 392       | 100          | 29 043      | 100         | 69     | 47     |  |
| Abstention                                               | Abstention               | Abstention               | 51 869       | 63,83        | 52 420      | 64,35       |        |        |  |
| Inscrits / participation                                 | Inscrits / participation | Inscrits / participation | 81 261       | 36,17        | 81 463      | 35,65       |        |        |  |

## Suites
Le maire sortant dépose un recours devant le tribunal de Grenoble pour faire annuler l'élection, estimant que des procurations de vote n'ont pas été prises en compte.
Ce recours a été examiné par le tribunal administratif de Grenoble le 28 janvier 2021 : Jean-Luc Rigaut a été représenté par son avocat Jean-Claude Fabbian. François Astorg, le maire d’Annecy, par Jérôme Grand d'Esnon. Le jugement a été mis en délibéré à l’issue de l’audience. Début février 2021, Jean-Luc Rigaut a été débouté par le tribunal, mais annonce en mars 2021 qu'il fait appel devant le Conseil d'État.
Le conseil d’État valide définitivement les résultats le 30 décembre 2021.